# Hugo Gunckel Lüer

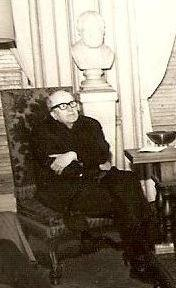
Hugo Gunckel Lűer, l. sześćdziesiąte XX w.

Hugo Gunckel Lűer (ur. 10 sierpnia 1901 w Valdivia, zm. 17 lipca 1977 w Santiago) – chilijski botanik, farmaceuta i profesor uniwersytecki. 
Był członkiem Chilijskiej Akademii Języka (Academia Chilena de la Lengua).
Również na jego cześć zostało nazwanych wiele gatunków, na przykład: Lepyrodon gunckeli Theriot (mech), Gleichenia squamulosa var. gunckeliana (Looser) Duek (paproć), Hierochloe gunckeli Parodi. (trawa). 

## Ważniejsze dzieła
- "Helechos de Chile" Monografías Anexos de los Anales de la Universidad de Chile, str. 245
- "Bibliografía Moliniana" Fondo Andrés Bello, str. 166